# Campanula uniflora
Espèce
La campanule uniflore (Campanula uniflora) est une espèce de plantes à fleurs de la famille des Campanulacées. C'est une plante herbacée que l'on trouve principalement dans la zone arctique de l'Amérique du Nord ainsi que dans les Alpes scandinaves, le Groenland et la Nouvelle-Zemble.

## Liste d'espèces
Selon World Checklist of Selected Plant Families (WCSP) (6 avr. 2012) :
- Campanula uniflora L. (1753)